# Türkiye Basketbol Ligi
La Türkiye Basketbol Ligi, nota anche come TBL ed in precedenza come Türkiye 2. Basketbol Ligi, è il secondo livello del campionato turco di pallacanestro.

## Albo d'oro
- 1969-1970  Ankaragücü
- 1970-1971  Şekerspor
- 1971-1972  Kadıköyspor
- 1972-1973  Samsun
- 1973-1974  Eczacıbaşı
- 1974-1975  Adanaspor
- 1975-1976  Yenişehir
- 1976-1977  Muhafızgücü
- 1977-1978  Efes Pilsen
- 1978-1979  İTÜ Istanbul
- 1979-1980  Muhafızgücü
- 1980-1981  Antbirlik
- 1981-1982  TED Ankara
- 1982-1983  Ankara DSİ
- 1983-1984 Anadolu Hisarı
- 1984-1985  Yenişehir
- 1985-1986  Beslenspor
- 1986-1987  Paşabahçe
- 1987-1988 Büyük Salat
- 1988-1989  Beşiktaş
- 1989-1990  Tofaş Bursa
- 1990-1991  Eczacıbaşı
- 1991-1992  Meysuspor
- 1992-1993 Çimtur
- 1993-1994  Vestelspor Manisa
- 1994-1995  Tuborg
- 1995-1996  TED Ankara
- 1996-1997  Oyak Renault
- 1997-1998  Kuşadası
- 1998-1999 Emlak Bankası
- 1999-2000  Karagücü
- 2000-2001  İTÜ Istanbul
- 2001-2002  İzmir BB
- 2002-2003  Tofaş Bursa
- 2003-2004  Bandırma Banvit
- 2004-2005  Mersin BŞB
- 2005-2006  Tofaş Bursa
- 2006-2007  Antalya BŞB
- 2007-2008  Erdemirspor
- 2008-2009  Tofaş Bursa
- 2009-2010  Trabzonspor
- 2010-2011  Bandırma Kırmızı
- 2011-2012  TED Ankara
- 2012-2013  Trabzonspor
- 2013-2014  Darüşşafaka
- 2014-2015  Yesilgiresun
- 2015-2016  Tofaş Bursa
- 2016-2017  Sakarya
- 2017-2018  Türk Telekom
- 2018-2019  Bursaspor
- 2019-2020 non assegnato
- 2020-2021  Merkezefendi Denizli
- 2021-2022  Manisa
- 2022-2023  Çağdaş Bodrumspor
- 2023-2024  Yalovaspor
- 2024-2025  Trabzonspor